# Xã Spring Creek, Quận Black Hawk, Iowa
Xã Spring Creek (tiếng Anh: Spring Creek Township) là một xã thuộc quận Black Hawk, tiểu bang Iowa, Hoa Kỳ. Năm 2010, dân số của xã này là 336 người.